# برينوس الغالي
برينوس هو زعيم قبيلة السينونيين الغالية من القرن الرابع قبل الميلاد، تمكن من غزو روما وهو أول غازي يتمكن من الدخول إليها وذلك بعد أن هزم الرومان في معركة أليا في سنة 387 ق م، تركت هذه المعركة الأثر العميق في الرومان لكي يقوموا فيما بعد بتوسيع مناطق نفوذهم لأجل تجنب أي خطر في المستقبل لتصبح فيما بعد امبراطورية. ولم يتمكن أحد من غزو روما لحوالي 800 عام حتى تم غزوها من قبل القوط في سنة 410 بعد الميلاد.